# Sonderanhänger 35
Der Sonderanhänger 35 (kurz: Sd. Ah. 35) diente bei den Feldbäckereien der Wehrmacht als Unterstützungsanhänger zur Teigherstellung.

## Entwicklung
Um die zunehmende Mobilisierung der Truppen mitgehen zu können, benötigten die Feldbäckereien Anhänger, die nicht nur von Pferden, sondern auch durch schnellere Zugmaschinen gezogen werden konnten. Aus diesem Grund erhielt das Verwaltungsfahrzeug 2 (kurz: Vwf. 2) neue Achsen und Räder. Sämtliche anderen Bauteile waren, mit einigen kleinen Änderungen, identisch zum Teigknetwagen. Auch die Verwendung der Teigknetmaschine war identisch, wenn sie auch teilweise kleinere bauliche Veränderungen hatte.

## Technische Beschreibung

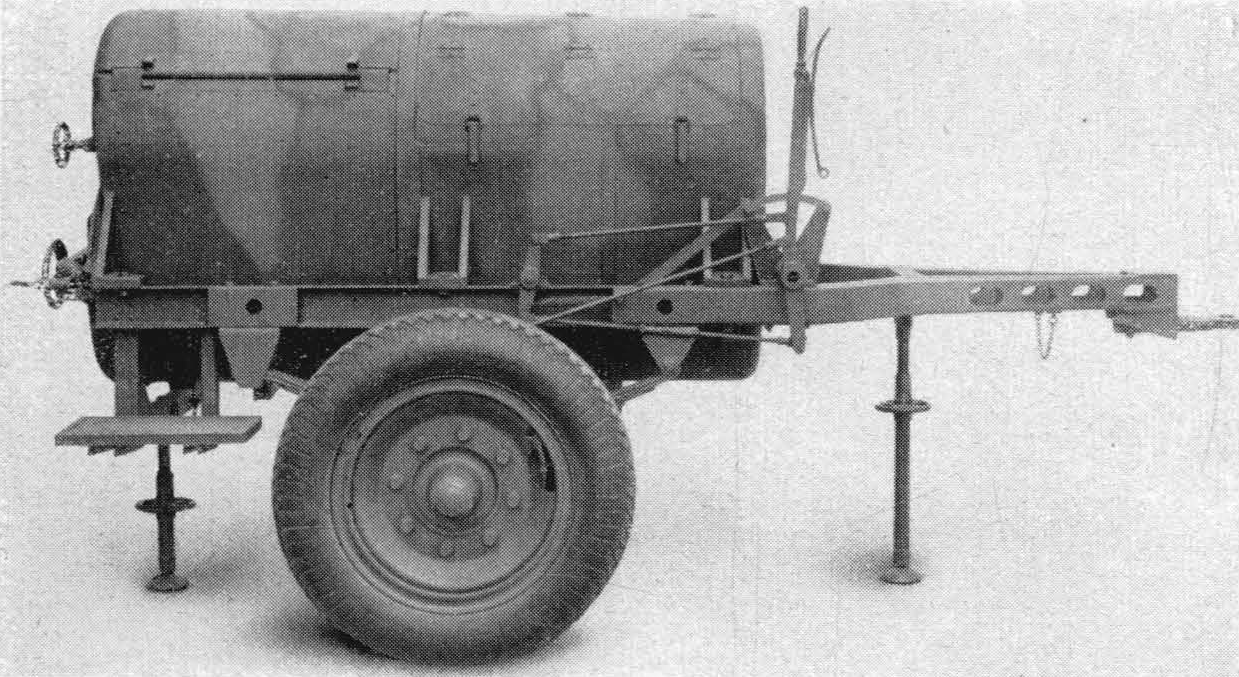
Der Umbau eines Vwf. 2 zu einem Sd. Ah. 35 aus der H. Dv. 489/3.

Für eine erhöhte Beanspruchbarkeit beim Fahren hinter einer Zugmaschine wurden die beiden Längsträger des Fahrgestells des Sd. Ah. 35 verstärkt. Alle anderen Teile des Fahrgestells entsprachen dem Vwf. 2. Anstelle der gekröpften Gleitlagerachse vom Vwf. 2 wurde eine durchgehende gerade Achse mit luftbereiften Scheibenrädern eingebaut. Zusätzlich wurde bei jedem Anhänger ein Ersatzrad mit Bereifung aber ohne Nabe vorgesehen und auf der Zugmaschine mitgeführt. Die Innenbackenbremse wurde durch eine Bremsleine und Löseleine in die entsprechenden Ösen des Handbremshebels eingehängt und von der Zugmaschine aus durch einen Begleitmann betätigt. Die Protzöse des Fahrgestells war abweichend von der des Vwf. 2 und den Anhängevorrichtungen von handelsüblichen Zugmaschinen angepasst.

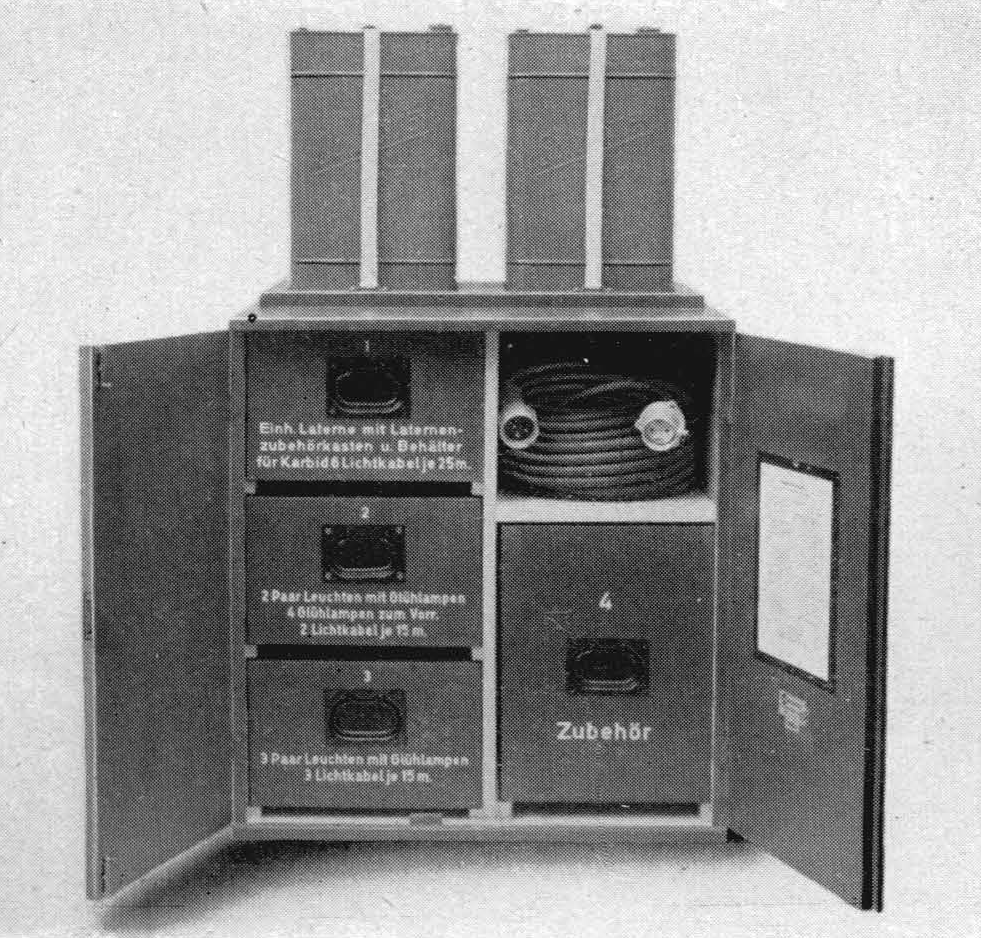
Der Zubehörkasten aus der H. Dv. 489/3.

Das gesamte Zubehör des Teigknetanhänger wurde in einem Zubehörschrank untergebracht und auf der Zugmaschine mitgeführt. Der Zubehörschrank war aus Kiefernholz oder Sperrholz gefertigt und durch eine Zwischenwand in zwei Hälften unterteilt. In der linken gab es drei Schubkästen mit den Nummerierungen 1, 2 und 3. Die rechte Seite wurde durch eine waagerechte Zwischenwand nochmal geteilt. Dabei gab es im oberen, kleineren Fach das Kraftkabel für den Anschluss des Elektromotors an den Maschinensatz und im größeren, unteren Fach den Zubehörkasten für übriges Material und Zubehör. Oben am Vorratskasten waren Halterungen für zwei Kraftstoffkanister angebracht. Verschlossen wurde der Kasten durch eine Doppeltür mit Einsteckschloss. In der rechten Tür war ein Inhaltsverzeichnis angebracht. Das weitere Zubehör in den Schubläden bestand aus Lichtkabeln und Zelt- und Backofenleuchten um auch im dunklen Brote herstellen zu können.
Die Lichtkabel waren handelsübliche Gummischlauchleitungen mit verschiedenen Längen. Sie konnten mit Schraubsteckern miteinander verbunden oder an die Verbrauchsstellen (Zelt- oder Backofenleuchten) angebracht werden. Außerdem gab es zwei Abzweigdosen mit deren Hilfe man Abzweigleitungen zu besonderen Verbrauchern wie Wasserpumpen legen konnte. Die alten Kabel bestanden aus zweiadrigen Lichtleitungen, neue Kabel ab 1938 hatten dreiadrige Lichtleitungen. Die Schraubstecker und Schraubdosen bestanden in den alten Ausführungen aus Messing, ab 1938 wurden sie aus Leichtmetall hergestellt. Das Kraftkabel (Stromkabel) war ebenfalls eine handelsübliche Gummischlauchleitung von 30 m Länge. Zu Beginn noch zweiadrig wurde auch dieses ab 1938 modernisiert und mit einer vieradrigen Leitung hergestellt. Die Beleuchtung war ebenfalls handelsüblich und wurde entweder am in den Backzelten oder den Backofenanhängern angebracht. Die Glühlampen hatten eine Brennstärke von 40 Watt.

## Einsatz
Wie schon beim preußischen Militär üblich, wurden auch zum Geräteeinsatz viele Details beschrieben, die auch handwerkliche Belange wie hier den Bereich des Bäckerhandwerkes betreffen. Back- und Brotzelte zählten in Feldbäckereien zur Grundausstattung, wie das Sanitätszelt für die medizinische Versorgung.
Im Sinne von Unfallverhütungsvorschriften war es strengstens verboten, bei laufender Maschine den Teig durch Holzspatel oder ähnliche Geräte herunterzustoßen, da hierbei das Einquetschen des Holzspatels zwischen Knetschnecke und Wand des Knetzylinders schwere Schäden am Getriebe hätten hervorrufen können. Die Entnahme des Teiges erfolgte bei eingeschaltetem Strom durch das öffnen der hinteren Tür.
Die Sonderanhänger 35 gehörten zur Ausstattung der 1. Züge der motorisierten Bäckerei-Kompanien. Auch die Luftwaffe nutzte die Teigknetanhänger, unter anderem in den motorisierten Bäckerei-Kompanien der Fallschirmtruppe.